# Jorma Korhonen
Jorma Petteri Korhonen  (* 23. března 1968 Kajaani) je bývalý finský zápasník–judista.

## Sportovní kariéra
S judem začínal v rodném Kajaani pod vedením Harryho Halttua. V roce 1988 přešel s mladým trenérem juniorů Seppem Myllylä mezi seniory a v roce 1989 získal pod jeho vedením nečekaný titul mistra Evropy před domácím publikem v Helsinkách. V roce 1992 startoval na olympijských hrách v Barceloně, kde vypadl ve čtvrtfinále po verdiktu sudích na praporky s Němcem Stefanem Dottem. V roce 1996 se po vleklých zraněních na olympijské hry v Atlantě nekvalifikoval. Sportovní kariéru ukončil v roce 2000.

## Výsledky
| Olympijské hry     |     |     |   | —  |    |    |     | úč. |     |    |     | —  |     |     |  |  |  |
| Mistrovství světa  | —   |     | — |    | 7. |    | úč. |     | úč. |    | úč. |    | 5.  |     |  |  |  |
| Mistrovství Evropy | —   | —   | — | ?  | 1. | 2. | —   | 5.  | 3.  | 5. | —   | 5. | úč. | úč. |  |  |  |
| MS juniorů         |     | —   |   |    |    |    |     |     |     |    |     |    |     |     |  |  |  |
| ME juniorů         | úč. | úč. | ? | 3. |    |    |     |     |     |    |     |    |     |     |  |  |  |